# Баа, Кристофер
Кристофер Бонсу Баа (англ. Christopher Bonsu Baah; род. 14 декабря 2004, Аккра) — футболист, вингер клуба «Аль-Кадисия» и сборной Ганы.

## Клубная карьера
Баа — воспитанник ганской футбольной академии «Шутинг Старз». В 2023 году игрок подписал контракт с норвежским «Сарпсборг 08». 10 апреля в матче против «Будё-Глимт» он дебютировал в Типпелиге. 29 мая 2023 года в поединке против «Олесунна» Кристофер забил свой первый гол за «Сарпсборг 08».
6 июля 2023 года Баа перешёл в бельгийский «Генк», подписав пятилетний контракт. За «Генк» он дебютировал 2 августа в матче квалификации Лига чемпионов 2023/24 против швейцарского «Серветта», заменив в экстра-тайме Джозефа Пэйнтсила.